# 广德市实验中学
广德市实验中学坐落在广德市新政务区，成立于2006年，是一所民办高中，其主要出资者是广德中学，占地面积约137亩:1047，规划的建筑面积约有60000平方米。